# The Andrews Sisters

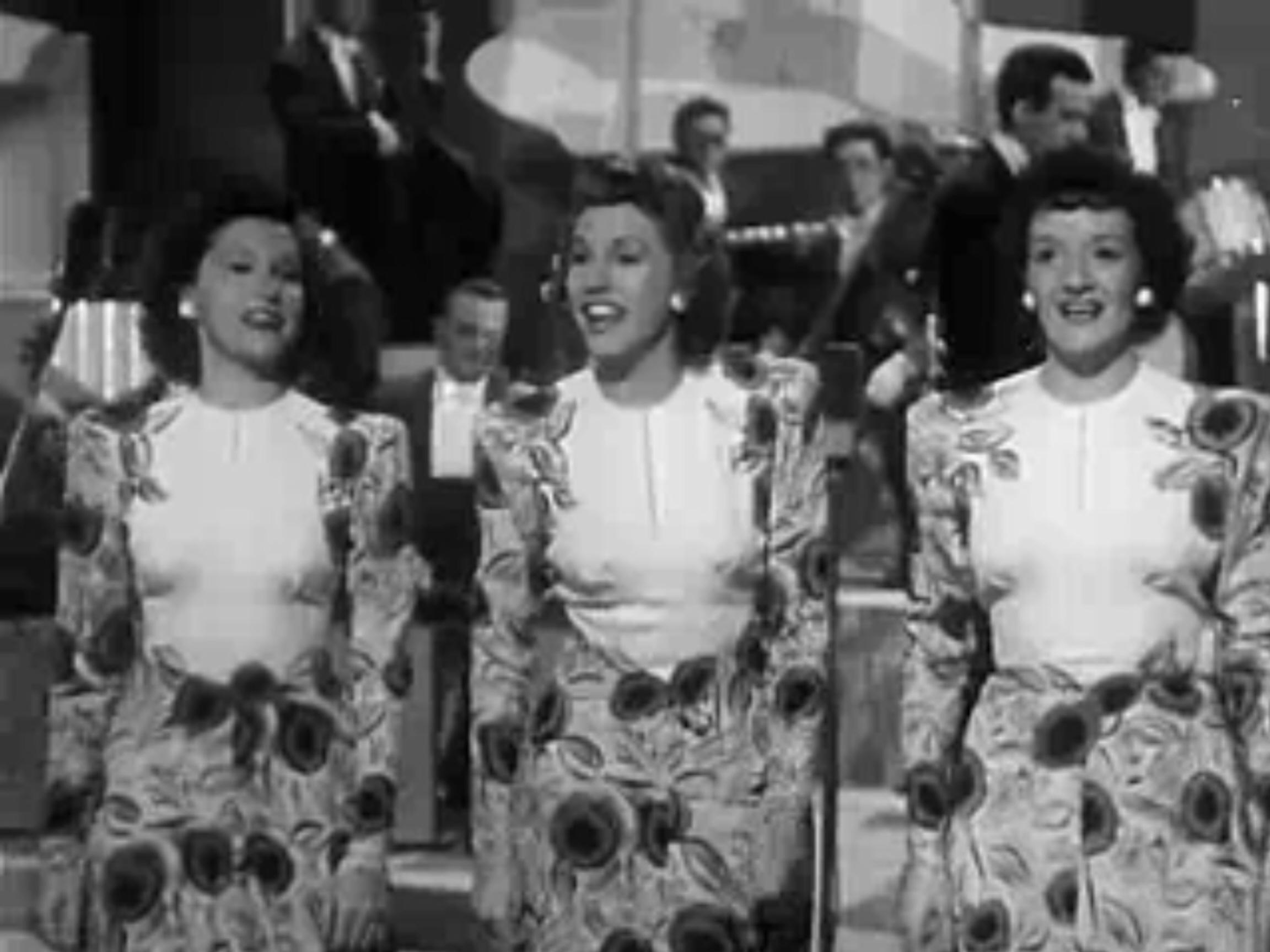
The Andrews Sisters (1942)

The Andrews Sisters waren eine US-amerikanische Girlgroup im Jazz-, Swing- und Popbereich. Die Gruppe war von 1932 bis 1966 aktiv und hatte Hits wie Bei mir bist du schön, Rum and Coca-Cola oder Boogie Woogie Bugle Boy.
Das Trio bestand aus den drei Schwestern:
- LaVerne Sofie (* 6. Juli 1911 in Minneapolis, Minnesota; † 8. Mai 1967 in Brentwood, Kalifornien), Alt
- Maxene Angelyn (* 3. Januar 1916 in Minneapolis; † 21. Oktober 1995 in Hyannis, Massachusetts), 2. Sopran
- Patricia Marie (Patty Marie) (* 16. Februar 1918 in Mound, Minnesota; † 30. Januar 2013 in Los Angeles, Kalifornien), 1. Sopran

## Werdegang
Der Vater der Andrews Sisters war gebürtiger Grieche und besaß ein kleines Restaurant. In den Vereinigten Staaten änderte er seinen Familiennamen Andreos in Andrews. Die Töchter kamen durch ihre Mutter, die aus Norwegen stammte, früh mit der Vokalmusik in Kontakt. Dabei stellte die Mutter eigene künstlerische Ambitionen zurück, um ihre Töchter zu fördern.
Patty, die Jüngste, war erst sieben, als die Gruppe gebildet wurde, und zwölf Jahre alt, als sie den ersten Preis bei einem Talentwettbewerb des örtlichen Orpheum Theatre in Minneapolis gewannen. Hier spielte LaVerne, die Älteste, die Klavierbegleitung für die Vorführungen der Stummfilme im Austausch für kostenlose Tanzstunden für sich und ihre Schwestern. Nachdem die Schwestern bekannt geworden waren, ließen sie sich in Kalifornien nieder, kehrten aber mindestens einmal jährlich nach Minneapolis zurück, um sich mit Familie und Freunden zu treffen.
Vorbild der Gesangsnummern waren die damals bekannten Boswell Sisters, deren Dixieland-Stil von den Andrews Sisters bald perfekt kopiert wurde. Ihr Repertoire ging Ende der 1930er zunehmend in Richtung Swing, Boogie-Woogie und südamerikanische Rhythmen. Ab 1932 tourten sie mit dem Orchester von Larry Rich durch kleinere Städte des mittleren Westens und hatten Auftritte bei lokalen Radiosendern. Mit dem Gesang in verschiedenen Tanzkapellen und in Varietés mit Ted Mack, Leon Belasco verdienten sie ihren Lebensunterhalt.
1937 wurden sie durch Dave Kapp, der ihnen einen Plattenvertrag bei Decca verschaffte, einem größeren Publikum bekannt. Der Durchbruch erfolgte im selben Jahr in New York City mit der aus einem jiddischen Musical stammenden Nummer Bei Mir Bist Du Schoen. Der Titel wurde ins Englische übersetzt und von den Mädchen perfekt harmonisiert. Sie erhielten für den Verkauf von einer Million Exemplare in den folgenden zwei Jahren eine Goldene Schallplatte. Es war die erste goldene Schallplatte einer weiblichen Vokalgruppe.
Während des Zweiten Weltkrieges verließen die Schwestern erstmals die Vereinigten Staaten, um im Rahmen der Truppenbetreuung in Nordafrika und Sizilien aufzutreten. Sie traten während ihrer Karriere mit bekannten Künstlern wie Bing Crosby, Les Paul, Burl Ives, Danny Kaye, Carmen Miranda, Guy Lombardo, Ernest Tubb und dem Glenn Miller Orchestra auf. Die Schwestern traten als Gäste in unzähligen Radio-Shows auf und hatten insgesamt 17 Auftritte in Kinofilmen, in denen sie sich meist selbst spielten.
1954 verließ Patty die Gruppe, um eine Solokarriere zu starten. Ausbleibender Erfolg führte schließlich dazu, dass sich die drei Schwestern 1956 erneut zusammenfanden, ohne jedoch an die großen Erfolge früherer Jahre anknüpfen zu können. Das Terzett löste sich 1966 wegen gesundheitlicher Probleme von LaVerne auf, die 1967 an Krebs starb. 1970 trat Patty als Solistin in dem Musical Hollywood Canteen auf, das einen Achtungserfolg erzielte. Zusammen mit Maxene spielte und sang Patty in dem Musical Over here, das es zwischen März 1974 und Januar 1975 auf 341 Vorstellungen brachte.
Insgesamt spielten die Andrews Sisters über 700 (nach anderen Quellen 1800) Aufnahmen ein, die sich über 80 Millionen Mal verkauften. Es war die erste Frauengruppe der Popmusik, die eine Platin-Schallplatte erhielt. Sie ersangen sich neun goldene Schallplatten und 46 ihrer Songs kamen in die Top Ten der Billboard-Charts. Das Terzett wurde mit vielen Namen belegt, von denen „America’s Wartime Sweethearts“ und „The Swing Sisters“ die meistverwendeten waren.

## Diskografie (Auswahl)
- Ac-Cent-Tchu-Ate the Positive (Arlen/Mercer) mit Bing Crosby
- Alexander’s Ragtime Band (I. Berlin)
- Beat Me Daddy, Eight to the Bar (Ray/Prince)
- Beer Barrel Polka (Brown/Vejvoda)
- Bei Mir Bist Du Schoen (Secunda/Cahn/Chaplin)
- Boogie Woogie Bugle Boy (Raye/Prince)
- Bounce Me Brother with a Solid Four (Raye/Prince)
- Carmen’s Boogie (Cates/Leven)
- Civilization / Bongo, Bongo, Bongo (B. Hillard/C. Sigman)
- Corns for My Country (L. Worth/J. Barry/D. Charles)
- Don’t Be That Way (Goodman/Sampson/Parish)
- Don’t Fence Me In mit Bing Crosby
- Don’t Sit Under the Apple Tree (Brown/Tobias/Stept)
- Down By the O-Hi-O (Olmon/Yellen)
- East of the Sun (and West of the Moon) (Bowman)
- Elmer’s Tune (Jurgens/Albrecht/Gallop)
- Gimme Some Skin, My Friend (Raye/DePaul/Mack)
- Hold Tight, Hold Tight, Want Some Seafood Mama (Kent/Brandon)
- I Can Dream, Can’t I? (Fain/Kahal)
- I’ll Be with You in Apple Blossom Time (Fleezer/von Tilzer)
- If I Had a Boy Like You (McDermott)
- Is You Is or Is You Ain’t My Baby (Jordan/Austin) mit Bing Crosby
- In the Mood (Razaf/Garland)
- Jingle Bells mit Bing Crosby
- Joseph, Joseph (Cashman/Steinberg/Cahn/Chaplin)
- Lullaby Of Broadway (Warren/Dublin)
- Money Is the Root of all Evil (Whitney-Kramer)
- Near You (Craig/Goell)
- Oh Johnny Oh
- Pagan Love Song (Brown/Freed)
- Pennsylvania 6-5000 (Grey/Sigman)
- Pennsylvania Polka (Lee Manners)
- Rhumboogie (Ray/Prince)
- Rum and Coca-Cola (Sullivan/Baron/Amsterdam)
- Rumors Are Flying (Benjamin-Weiss)
- Say Si Si (Stilman/Luban/Lecuena)
- Shoo-Shoo Baby (Moore)
- Shortnin’ Bread (Richard/Wolfe)
- Sing a Tropical Song (McHugh/Loeser)
- Sing, Sing, Sing (Prima)
- Sonny Boy (Jolson/Desylva/Brown/Henderson)
- Straighten Up and Fly Right (Cole/Mills)
- Strip Polka (Mercer)
- South American Way (Dubin/Mc Hugh)
- The Jumpin’ Jive (Kalinway/Palmer)
- Ti-Pi-Tin (Grever/Leven)
- Toolie Oolie Doolie  (Artur Beul, Vaughn Horton)
- Tuxedo Junction (E. Hawkins, W. Johnson, J. Dash, B. Feyne)
- Well All Right (Faye/Raye/Howell)
- When the Midnight Choo Choo Leaves for Alabama (Irving Berlin)
- The Woody Woodpecker Song (Bruno/DiLazzaro/Adamson)
- Bye Bye Blackbird

## Filmografie
- 1940: Argentine Nights
- 1941: Buck Privates
- 1941: In the Navy
- 1941: Vorsicht Gespenster! (Hold That Ghost)
- 1942: What’s Cookin’?
- 1942: Private Buckaroo
- 1942: Give Out, Sisters
- 1943: How’s About It?
- 1943: Always a Bridesmaid
- 1944: Swingtime Johnny
- 1944: Moonlight and Cactus
- 1944: Follow the Boys
- 1944: Hollywood-Kantine (Hollywood Canteen)
- 1945: Her Lucky Night
- 1946: Make Mine Music
- 1947: Der Weg nach Rio (Road to Rio)
- 1948: Musik, Tanz und Rhythmus (Melody Time)
- 1975: Brother, Can You Spare a Dime?